# Circondario di Neustadt an der Waldnaab
Il circondario di Neustadt an der Waldnaab è uno dei circondari dello stato tedesco della Baviera.
Fa parte del distretto governativo dell'Alto Palatinato.

## Città e comuni
(Abitanti il 31 dicembre 2023)
| Comuni del circondario | Città 1. Eschenbach i.d.OPf. (4 646) 2. Grafenwöhr (6 710) 3. Neustadt a.d.Waldnaab (5 950) 4. Neustadt am Kulm (1 145) 5. Pleystein (2 351) 6. Pressath (4 287) 7. Vohenstrauß (7 637) 8. Windischeschenbach (4 984) | Comuni 1. Altenstadt a.d.Waldnaab (4 709) 2. Bechtsrieth (1 081) 3. Eslarn (2 747) 4. Etzenricht (1 546) 5. Floß (3 438) 6. Flossenbürg (1 474) 7. Georgenberg (1 298) 8. Irchenrieth (1 648) 9. Kirchendemenreuth (890) 10. Kirchenthumbach (3 237) 11. Kohlberg (1 200) 12. Leuchtenberg (1 103) 13. Luhe-Wildenau (3 428) 14. Mantel (2 777) 15. Moosbach (2 378) 16. Parkstein (2 359) 17. Pirk (1 933) 18. Püchersreuth (1 716) 19. Schirmitz (2 066) 20. Schlammersdorf (851) 21. Schwarzenbach (1 162) 22. Speinshart (1 135) 23. Störnstein (1 550) 24. Tännesberg (1 429) 25. Theisseil (1 221) 26. Trabitz (1 341) 27. Vorbach (1 071) 28. Waidhaus (2 139) 29. Waldthurn (1 894) 30. Weiherhammer (3 869) |